# Чибрарио, Мария
Мария Чибра́рио (итал. Maria Cibrario; 6 сентября 1906, Генуя — 16 мая 1992, Павия, Ломбардия) — известный итальянский математик, профессор (1947), член Национальной академии деи Линчеи. Автор около ста научных работ, посвященных теории дифференциальных уравнений в частных производных и смежным вопросам. Относится к числу наиболее известных женщин-математиков в мире.
Окончила университет Турина в 1927 году. Преподавала в университетах Турина и Павия, а также некоторое время — в университетах Кальяри и Модена. Профессор математики с 1947 года. В 1938 году вышла замуж за профессора математики Сильвио Чинквини, после чего носила двойную фамилию Чинквини-Чибрарио (итал. Cinquini-Cibrario). Имела троих детей: Джузеппе, Витторию и Карло.
Основные работы М. Чибрарио посвящены классификации линейных уравнений в частных производных второго порядка смешанного типа, включая множество теорем существования и единственности решений для таких уравнений, а также исследованию систем нелинейных гиперболических уравнений. В этой области она ушла далеко вперед своих знаменитых предшественников — Ф. Трикоми и С. В. Ковалевской.
В её честь В. И. Арнольдом названа одна из нормальных форм дифференциальных уравнений, не разрешённых относительно производной.